# Proto-Indo-Européens

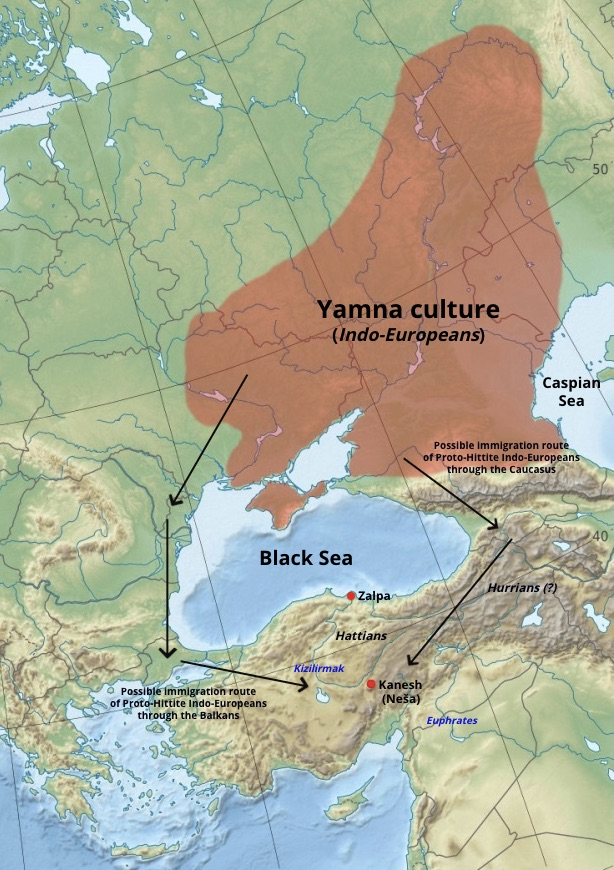
Aire géographique de la culture Yamna.

Les Proto-Indo-Européens (PIE) sont les populations locutrices de l'indo-européen commun, une langue préhistorique reconstituée considérée comme l'ancêtre des langues indo-européennes actuelles. Les recherches sur ces populations ont fait appel à l'archéologie, à la linguistique, et depuis les années 2000 à la génétique. Ces populations ont transmis leur langue à la quasi-totalité des peuples de l'Europe actuelle (Baltes, Germains, Grecs, Italiques, Albanais, Slaves et Celtes) et à certains peuples d'Asie (Persans, Kurdes, Ossètes, Pachtounes et d'autres peuples iraniens, Indiens du Nord (Aryens), Arméniens etc.).

## Terminologie
Dans la littérature scientifique, les locuteurs de l'indo-européen commun sont aussi désignés sous le terme simplifié et plus ambigu d'Indo-Européens,,,,. Les chercheurs en archéogénétique emploient volontiers dans leurs publications l'expression populations steppiques, en référence à la steppe pontique.

## Indo-européen commun
Toutes les langues se sont développées à partir d'autres qui les ont précédées, et l'indo-européen commun ne fait pas exception. Ainsi, Antoine Meillet faisait remarquer dès 1909 que l'indo-européen commun n'était que la forme prise par une langue encore plus ancienne, qui était passée par d'autres stades plus anciens. L'indo-européen commun est une langue relativement récente, qui comprend des vocables concernant la poterie, l'élevage, l'agriculture, des termes ayant trait aux produits dérivés du lait, à la laine, aux textiles, à la roue, au joug, à la charrue et au cuivre. Il ressort de l'ensemble de ce vocabulaire que la langue indo-européenne reconstruite est très vraisemblablement un produit de la phase finale du Néolithique,,.
Pour cette raison, Wolfgang Meid (de) subdivise la proto-langue en trois stades, qu'il appelle le proto-indo-européen, le moyen-indo-européen et l'indo-européen tardif, ce dernier correspondant à l'indo-européen commun. Ces trois stades seraient situés entre le Ve et le IIIe millénaire av. J.-C..

## Foyer géographique

### Du sanskrit au hittite
Le point de départ est l'engouement pour le sanskrit et la découverte de l’unité sous-jacente aux langues classiques (sanskrit, persan, avestique, grec ancien, latin). C’est d'abord un missionnaire jésuite français, Gaston-Laurent Cœurdoux, et un magistrat anglais aux Indes, William Jones, qui émirent l’hypothèse d’une langue-mère.
Au XIXe siècle, les premières recherches entreprises placent le foyer originel des peuples indo-européens en Asie. Cette conclusion se fonde surtout sur l'idée que le sanskrit est, sinon la langue-mère, du moins la langue qui conserve le plus grand nombre d’affinités avec la langue-mère, à cause de sa complexité et de ses traits archaïques, notamment dans les déclinaisons, les conjugaisons et la grammaire. Cette thèse fut notamment défendue par les frères August Wilhelm et Friedrich Schlegel, qui tentèrent les premières reconstitutions de l’indo-européen commun en soulignant notamment l'antiquité du sanskrit et des langues baltes.
Le déchiffrement du hittite en 1917 changea les perspectives. Tout en ayant des traits indo-européens évidents de par sa morphologie, cette langue, disparue depuis environ 3 000 ans, présente de nombreuses originalités. Par exemple, elle ne distingue pas le masculin et le féminin mais les êtres animés et les êtres inanimés. De ce fait, la plupart des linguistes considèrent que le hittite et d'autres langues anatoliennes éteintes descendraient non de l'indo-européen commun mais d'un proto-indo-européen antérieur, que l'on peut reconstituer par les méthodes comparatistes. Le hittite se serait ainsi séparé du tronc commun bien avant les autres branches de la famille.
Selon Norbert Oettinger, le proto-anatolien doit être daté au plus tard du XXIVe siècle av. J.-C. Les ancêtres des Proto-Anatoliens se sont, selon toute vraisemblence, séparés très tôt, longtemps avant l'arrivée en Anatolie, de leurs parents proto-indo-européens.

### Piste lexicale
Les linguistes ont tenté de déterminer le lieu d'origine des Proto-Indo-Européens en étudiant les racines conservées par un maximum de langues dérivées, de telle sorte que l'on puisse savoir quels végétaux et/ou quels animaux étaient connus des Proto-Indo-Européens. Là où se trouvent ces plantes et ces animaux se trouvent aussi les lieux où ce peuple aurait vécu. Par le même type de raisonnement, on a essayé de reconstituer les éléments de leur culture primitive. Ainsi, par exemple, le linguiste André Martinet s'est appuyé sur le fait que les Proto-Indo-Européens n'auraient pas eu de mot pour désigner la mer stricto sensu. La racine hypothétique *mor semble ne désigner originellement qu'une petite étendue d'eau, comme le vieil anglais mere, le français marais et le gotique mari. Pour désigner la mer, on recourt soit à une extension du sens originel (latin mare), à un mot composé (gotique marisaiws) ou à un terme nouveau (l'anglais sea, l'allemand see ou le grec thalassa), pour en déduire que le peuple proto-indo-européen n'était pas un peuple vivant près de la mer.
Iaroslav Lebedynsky a attiré l'attention sur le fait que les racines ont pu changer de sens au cours des siècles et des déplacements de peuples. Ainsi, la racine *bhāgos, censée désigner le hêtre (fagus en latin), a pu avoir selon les langues une signification différente, allant du chêne au sureau. De même, si l'existence d'un terme désignant le saumon a pu faire pencher un temps vers une origine du côté de la mer Baltique, il y a des Salmo vivant dans les rivières des steppes ponto-caspiennes, et même dans la mer d'Aral. De plus, l'environnement végétal et animal a forcément évolué depuis l'époque proto-indo-européenne.
Les langues indo-européennes ont un mot commun pour l'essieu de roue et de nombreux autres noms communs pour la fabrication des chariots. En relation avec les découvertes des roues les plus anciennes et les calculs glottochronologiques, nous pouvons estimer que les Proto-Indo-Européens ont fabriqué les premiers chariots.

### Piste archéologique
La troisième piste consiste à rechercher des témoignages archéologiques permettant de détecter la présence en un lieu des Proto-Indo-Européens à partir de ce que l'on peut supposer de leur mode de vie. La principale hypothèse archéologique du foyer originel des Proto-Indo-Européens est l'hypothèse kourgane de Marija Gimbutas, qui est longtemps restée en balance avec l'hypothèse anatolienne avancée par Colin Renfrew.

### Piste génétique

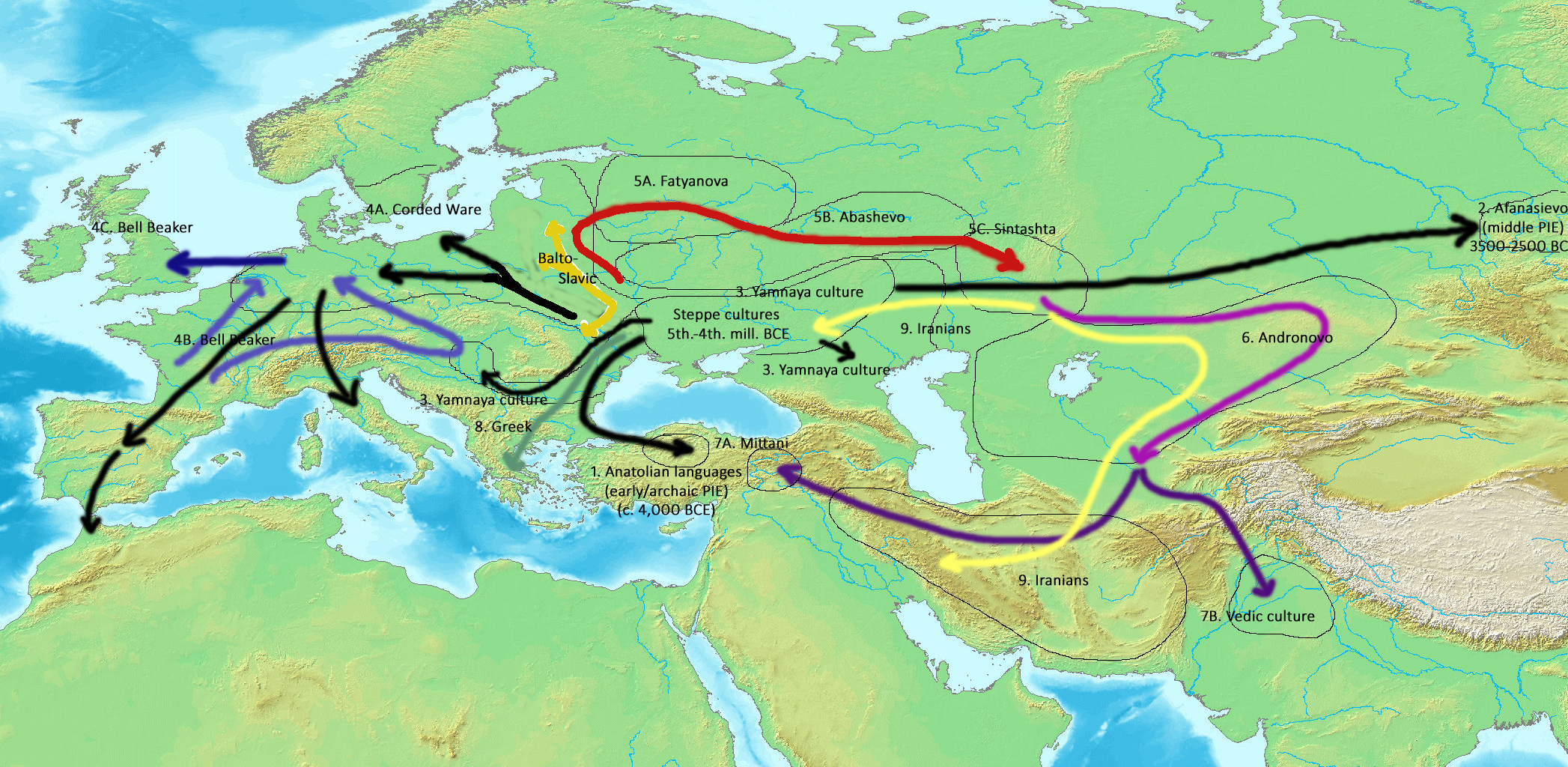
Expansion indo-européenne selon l'hypothèse kourgane : 1 (noir) : Langues anatoliennes (PIE archaïque). 2 (noir) : Culture Afanasievo (PIE précoce). 3 (noir) : Expansion de la culture Yamnaya (steppe pontique-caspienne, vallée du Danube) (PIE tardif). 4A (noir) : Culture de la céramique cordée. 4B-C (bleu et bleu foncé) : Bécher à clochettes adopté par les locuteurs indo-européens. 5A-B (rouge) : Céramique cordée de l'Est. 5C (rouge) : Sintashta (proto-indo-iranien). 6 (magenta) : Andronovo. 7A (violet) Indo-Aryens (Mittani). 7B (violet) : Indo-Aryens (Inde). [sn] (jaune foncé) : proto-balto-slave. 8 (gris) : Grec. 9 (jaune) : Iranien. [non représenté] : Arménien, en expansion depuis la steppe occidentale.

Plusieurs études génétiques publiées depuis 2009, dont la première étude systématique paléogénétique de l'ADN des populations préhistoriques européennes, publiée en 2015, appuient l'hypothèse kourgane. Une migration très importante de populations issues de la culture Yamna s'est produite depuis les steppes pontiques vers le centre-nord de l'Europe, puis les autres parties de l'Europe, à partir d'environ 2800 av. J.-C. Elle a donné naissance à la culture de la céramique cordée. Ces deux cultures jouent un rôle central dans l'hypothèse kourgane. L'étude de 2015 est considérée comme un tournant majeur dans la connaissance de l'origine des Européens.
Toutefois, en 2018, le paléogénéticien David Reich, professeur à la Harvard Medical School, auteur des principales études réalisées sur l'ADN ancien depuis les années 2010, écrit dans son dernier ouvrage que, selon lui, l'origine des Proto-Indo-Européens se situerait, non pas dans la steppe pontique, mais plus probablement dans le sud du Caucase.
De même, pour Russell Gray (en), directeur du département d'évolution culturelle et linguistique de l'Institut Max-Planck d'anthropologie évolutionniste, « selon nous, la meilleure hypothèse est celle qui réunit des données génétiques et linguistiques. Ils [les Proto-Indo-Européens] auraient vécu à l'est du croissant fertile il y a environ 8 000 ans (...) Nous pensons en effet que l'origine se trouve ici, au sud du Caucase, dans l'Anatolie orientale, en Arménie, et peut-être dans le nord de l'Iran, il y a environ 8 000 ans ».
Leur horizon temporel étant différent, l'hypothèse kourgane et l'hypothèse sud-caucasienne ne paraissent pas incompatibles.